# ジェイコブ・ノッティンガム
ジェイコブ・アンドリュー・ノッティンガム（Jacob Andrew Nottingham, 1995年4月3日 - ）は、 アメリカ合衆国・カリフォルニア州レッドランズ出身のプロ野球選手（捕手）。右投右打。MLBのボルチモア・オリオールズ傘下所属。

## 経歴

### プロ入りとアストロズ傘下時代
2013年のMLBドラフト6巡目（全体167位）でヒューストン・アストロズから指名され、プロ入り。契約後、傘下のルーキー級ガルフ・コーストリーグ・アストロズでプロデビュー。44試合に出場して打率.247、1本塁打、20打点、4盗塁を記録した。
2014年はアパラチアンリーグのルーキー級グリーンビル・アストロズ でプレーし、48試合に出場して打率.230、5本塁打、28打点、3盗塁を記録した。 
2015年はA級クァッドシティ・リバーバンディッツとA+級ランカスター・ジェットホークスでプレーした。

### アスレチックス傘下時代
2015年7月23日にスコット・カズミアーとのトレードで、ダニエル・メンデンと共にオークランド・アスレチックスへ移籍した。移籍後は傘下のA+級ストックトン・ポーツに配属され、移籍前を含めた3球団合計で119試合に出場して打率.316、17本塁打、82打点、2盗塁を記録した。

### ブルワーズ時代
2016年2月12日にクリス・デービスとのトレードで、バッバ・ダービーと共にミルウォーキー・ブルワーズへ移籍した。シーズンでは傘下のAA級ビロクシ・シャッカーズでプレーし、112試合に出場して打率.234、11本塁打、37打点、9盗塁を記録した。 オフにはアリゾナ・フォールリーグに参加し、ソルトリバー・ラフターズに所属した。
2017年もAA級ビロクシでプレーし、101試合に出場して打率.209、9本塁打、48打点、7盗塁を記録した。オフの11月20日にはルール・ファイブ・ドラフトでの流出を防ぐために40人枠入りした。
2018年は開幕をAAA級コロラドスプリングス・スカイソックスで迎えた。4月16日に故障者リスト入りしたマニー・ピーニャに代わってメジャー初昇格を果たすと、同日のシンシナティ・レッズ戦では途中からマスクを被ってメジャーデビュー。7回裏の初打席では四球を選んだ（この試合では2打席とも四球）。この年メジャーでは9試合に出場して打率.200を記録した。 なお、AAA級コロラドスプリングスでは50試合に出場して打率.281、10本塁打、36打点、2盗塁を記録している。
2021年4月22日にDFAとなり、28日にウェイバー公示を経てシアトル・マリナーズへ移籍したが、出場機会が無いまま5月1日にDFAとなり、翌2日に金銭トレードでブルワーズへ復帰した。このシーズン初出場となった同日のロサンゼルス・ドジャース戦では自身初の1試合2本塁打を放った。5月13日にまたしてもDFAとなった。

### マリナーズ時代
2021年5月20日にウェイバー公示を経て再びマリナーズへ移籍した。6月8日にDFAとなり、12日にマイナー契約で傘下のAAA級タコマ・レイニアーズへ配属された。9月21日にDFAとなった。

### オリオールズ時代
2021年12月1日にボルチモア・オリオールズとマイナー契約を結び、そのまま傘下のAAA級ノーフォーク・タイズに配属された。

## 詳細情報

### 年度別打撃成績
| 年 度    | 球 団    | 試 合 | 打 席 | 打 数 | 得 点 | 安 打 | 二 塁 打 | 三 塁 打 | 本 塁 打 | 塁 打 | 打 点 | 盗 塁 | 盗 塁 死 | 犠 打 | 犠 飛 | 四 球 | 敬 遠 | 死 球 | 三 振 | 併 殺 打 | 打 率 | 出 塁 率 | 長 打 率 | O P S |
| -------- | -------- | ----- | ----- | ----- | ----- | ----- | -------- | -------- | -------- | ----- | ----- | ----- | -------- | ----- | ----- | ----- | ----- | ----- | ----- | -------- | ----- | -------- | -------- | ----- |
| 2018     | MIL      | 9     | 24    | 20    | 2     | 4     | 1        | 0        | 0        | 5     | 0     | 0     | 0        | 0     | 0     | 4     | 0     | 0     | 8     | 0        | .200  | .333     | .250     | .583  |
| 2019     | MIL      | 9     | 7     | 6     | 1     | 2     | 0        | 0        | 1        | 5     | 4     | 0     | 0        | 0     | 0     | 0     | 0     | 1     | 2     | 0        | .333  | .429     | .833     | 1.262 |
| 2020     | MIL      | 20    | 54    | 48    | 8     | 9     | 1        | 0        | 4        | 22    | 13    | 0     | 0        | 0     | 0     | 5     | 0     | 1     | 20    | 1        | .188  | .278     | .458     | .736  |
| 2021     | MIL      | 5     | 14    | 14    | 2     | 3     | 1        | 0        | 2        | 10    | 4     | 0     | 0        | 0     | 0     | 0     | 0     | 0     | 8     | 0        | .214  | .214     | .714     | .929  |
| 2021     | SEA      | 10    | 31    | 26    | 3     | 3     | 0        | 0        | 1        | 6     | 2     | 0     | 0        | 0     | 1     | 2     | 0     | 2     | 12    | 0        | .115  | .226     | .231     | .457  |
| '21計    | SEA      | 15    | 45    | 40    | 5     | 6     | 1        | 0        | 3        | 16    | 6     | 0     | 0        | 0     | 1     | 2     | 0     | 2     | 20    | 0        | .150  | .222     | .400     | .622  |
| MLB：4年 | MLB：4年 | 53    | 130   | 114   | 16    | 21    | 3        | 0        | 8        | 48    | 23    | 0     | 0        | 0     | 1     | 11    | 0     | 4     | 50    | 1        | .184  | .277     | .421     | .698  |

- 2021年度シーズン終了時

### 年度別守備成績
| 年 度 | 球 団 | 捕手（C） | 捕手（C） | 捕手（C） | 捕手（C） | 捕手（C） | 捕手（C） | 捕手（C） | 捕手（C） | 捕手（C） | 捕手（C） | 捕手（C） |
| 年 度 | 球 団 | 試 合     | 刺 殺     | 補 殺     | 失 策     | 併 殺     | 守 備 率  | 捕 逸     | 企 図 数  | 許 盗 塁  | 盗 塁 刺  | 阻 止 率  |
| ----- | ----- | --------- | --------- | --------- | --------- | --------- | --------- | --------- | --------- | --------- | --------- | --------- |
| 2018  | MIL   | 8         | 54        | 5         | 2         | 0         | .967      | 0         | 6         | 5         | 1         | .167      |
| 2019  | MIL   | 6         | 13        | 0         | 1         | 0         | .929      | 0         | 0         | 0         | 0         | ----      |
| 2020  | MIL   | 19        | 178       | 7         | 2         | 0         | .989      | 2         | 8         | 6         | 2         | .250      |
| MLB   | MLB   | 33        | 245       | 12        | 5         | 0         | .981      | 2         | 14        | 11        | 3         | .273      |

一塁守備
| 年 度 | 球 団 | 一塁（1B） | 一塁（1B） | 一塁（1B） | 一塁（1B） | 一塁（1B） | 一塁（1B） |
| 年 度 | 球 団 | 試 合      | 刺 殺      | 補 殺      | 失 策      | 併 殺      | 守 備 率   |
| ----- | ----- | ---------- | ---------- | ---------- | ---------- | ---------- | ---------- |
| 2019  | MIL   | 1          | 0          | 0          | 0          | 0          | ----       |
| MLB   | MLB   | 1          | 0          | 0          | 0          | 0          | ----       |

- 2020年度シーズン終了時

### 背番号
- 26（2018年 - 2021年途中）
- 13（2021年途中 - 同年途中）